# 林和清
林 和清（はやし かずきよ、1962年3月14日 - ）は、日本の歌人。京都府京都市出身・在住。「玲瓏」選者、現代歌人集会理事長、現代歌人協会会員。

## 経歴
佛教大学文学部国文学科卒業。大学では中世和歌を専攻。また、京都大学短歌会に所属し、梅内美華子、吉川宏志、島田幸典らとともに活動。23歳で創刊まもない「玲瓏」に入会、塚本邦雄に師事。1989年、「未来歳時記」30首で第32回短歌研究新人賞次席。1991年、第一歌集『ゆるがるれ』で現代歌人集会賞受賞。NHK文化センター、毎日文化センター、よみうり文化センターなどのカルチャーセンターで、万葉集、源氏物語、枕草子などの講座を担当している。2024年、宮中歌会始に陪聴として参内する。

## 人物
既婚。阪神ファン。

## 著書
- ゆるがるれ〈玲瓏叢書第11篇〉 歌集 書肆季節社 1991
- 木に縁りて魚を求めよ 歌集 邑書林 1997 ISBN 978-4897092287
- 匿名の森 歌集 砂子屋書房 2006 ISBN 978-4790409007
- いま、社会詠は―Web時評から発展した論争・シンポジウムの全記録（小高賢、大辻隆弘、吉川宏志、松村正直、澤村斉美、高島裕、塩見恵介共著） 青磁社 2007 ISBN 978-4861980725
- 林和清集〈セレクション歌人25〉 選集 邑書林 2008 ISBN 978-4897094472
- 京都千年うた紀行 エッセイ集 日本放送出版協会 2008 ISBN 978-4140161678
- 日本のかなしい歌100選 アンソロジー 淡交社 2011 ISBN 978-4473037275
- ここが京都のパワースポット（京都を愉しむ） （南尋公共著） 淡交社 2014 ISBN 978-4473039224
- 日本の涙の名歌100選 アンソロジー 新潮文庫 2014 ISBN 978-4101389219
- 歌集 去年マリエンバートで 書肆侃侃房 2017 ISBN 978-4863852822
- 現代歌人文庫147　林和清歌集 砂子屋書房 2019 ISBN 978-4790417392
- 歌集 朱雀の聲 砂子屋書房 2021 ISBN 978-4790417842

## テレビ
- 「NHK歌壇 春日井建」 - NHK歌壇（NHK教育テレビ）（2002年12月8日）
- 「競技かるた名人戦 第52期 名人戦､第50期 クイーン戦」 - NHK-BS2（2006年1月7日）
- 「NHK短歌 富士の山と筑波山」 - NHK短歌（NHK教育テレビ）（2006年6月24日）
- 百人一首・歌人紀行 ▽紫式部・和泉式部（盧山寺・誓願寺）（NHK総合テレビ）（放送日不明）
- 百人一首・歌人紀行 大納言公任・伊勢（大堰川・平安京創生館）（NHK総合テレビ）（2007年3月21日）
- 百人一首・歌人紀行 清少納言・右大将道綱母（逢坂関・石山寺）（NHK総合テレビ）（2007年3月31日）
- 百人一首・歌人紀行 式子内親王・二条院讃岐（二尊院・宇治上神社）（NHK総合テレビ）（2008年1月4日）
- 百人一首紀行－才女たちの人間模様－（NHK総合テレビ）（2008年3月20日）
- 「競技かるた名人戦 - 第56期 名人戦･第54期 クイーン戦 －」 - NHK-BS2（2010年1月9日）
- 「競技かるた名人戦 - 第57期 名人戦･第55期 クイーン戦 －」 - NHK-BS2（2011年1月8日）

## ラジオ
- KBS京都ラジオ　「笑福亭晃瓶のほっかほかラジオ」（第二火曜・第四火曜「朝のみそひと文字」コーナーレギュラー：2009年4月～）

## お店
- 祇園ＭＡＶＯ　フランチレストラン「祇園ＭＡＶＯ」のプロデュースに加わる。